# Шомарі Капомбе
Шомарі Салум Капомбе (англ. Shomari Salum Kapombe; нар. 28 січня 1992, Морогоро, Танзанія) — танзанійський футболіст, півзахисник клубу «Сімба».

## Клубна кар'єра
Вихованець Спортивної академії міста Морогоро та клубу «Полісі» (Морогоро). Футбольну кар'єр розпочав у 2011 році в клубі «Сімба» (Дар-ес-Салам). 21 серпня 2013 року у статусі вільного агента перейшов у «Канн», який виступав в другому дивізіоні аматорського чемпіонату Франції. У цьому турнірі Шомарі відіграв 2 поєдинки, але закріпитися в французькому клубі не зумів. І вже 1 січня 2014 року вільним агентом повернувся до Танзанії, де підписав контракт з представником місцевої Прем'єр-ліги, ФК «Азам». 1 липня 2017 року повернувся до СК «Сімба».

## Кар'єра в збірній
У футболці національної збірної Танзанії дебютував 11 листопада 2011 року. У складі збірної був учасником кваліфікаційних поєдинків до Чемпіонату світу з футболу 2014.

### Голи за збірну
| Гол | Дата           | Місце                                        | Суперник | Рахунок | Результат | Змагання    |
| --- | -------------- | -------------------------------------------- | -------- | ------- | --------- | ----------- |
| 1.  | 10 червня 2012 | Національний стадіон, Дар-ес-Салам, Танзанія | Гамбія   | 1–1     | 2–1       | кв. ЧС 2014 |

## Досягнення
- Прем'єр-ліга
  -  Чемпіон (1): 2011/12